# Штитаре (Њитра)
Штитаре (слч. Štitáre) насељено је мјесто са административним статусом сеоске општине (слч. obec) у округу Њитра, у Њитранском крају, Словачка Република.

## Становништво
| Година:    | 1994. | 2004. | 2014.    | 2024.    |
| ---------- | ----- | ----- | -------- | -------- |
| Број људи: | 0     | 619   | 797      | 1263     |
| Разлика:   |       | –     | +28,75 % | +58,46 % |

| Година:    | 2023. | 2024.   |
| ---------- | ----- | ------- |
| Број људи: | 1234  | 1263    |
| Разлика:   |       | +2,35 % |

Према подацима о броју становника из 2024. године насеље је имало 1263 становника.